# Paracentropogon
Paracentropogon is een geslacht van straalvinnige vissen uit de familie van napoleonvissen (Tetrarogidae). Het geslacht is voor het eerst wetenschappelijk beschreven in 1876 door Bleeker.

## Soorten
- Paracentropogon longispinis (Cuvier, 1829)
- Paracentropogon rubripinnis (Temminck & Schlegel, 1843)
- Paracentropogon vespa Ogilby, 1910
- Paracentropogon zonatus (Weber, 1913)